# Американський пиріг
«Америка́нський пирі́г» (англ. American Pie) — молодіжна кінокомедія 1999 та режисерський дебют Пола й Кріса Вейтца, зфільмована за сценарієм Адама Герца.
У центрі сюжету комедії — четверо старшокласників, які уклали договір про допомогу один одному у втраті цноти — і їхні подальші пригоди.
Одне із значень слова pie — «хаос», «розгардіяш». Подібно ж назва це відсилання до відомої приказки: «Такий же американський, як яблучний пиріг» (англ. As American as apple pie) — що й підкреслює певний національний колорит у всьому, що відбувається.
Успішно вийшов у прокат (при бюджеті в 11 мільйонів доларів загальносвітові збори склали понад 235 мільйонів).

## Синопсис
Старшокласника Джима Левенштейна батьки застають удома за переглядом порно і мастурбацією. Потім на вечірці з друзями виявляється, що їхній тупий однокласник Чак Шерман вже мав секс із дівчиною. Принижений цим, Джим із трьома друзями (Кріс «Оз» Озтрайкер; Пол Фінч; і Кевін Маєрс) клянуться, що позбудуться цноти до випускного й допомагатимуть одне одному в цьому.
Кевін намагається спокусити Вікі, але вона вважає, що потрібна Кевіну лише потішити його самолюбство. Подруга Вікі, Джесіка, вважає, що Вікі просто не мала хорошого оргазму, і каже про це Кевіну. Під керівництвом свого старшого брата він знаходить саморобну книгу сексуальних порад, складену колишніми учнями та вирішує зробити Джесіці кунілінгус.
Джим безуспішно намагається знайти собі дівчину в інтернеті. Коли мати Джима пече яблучний пиріг, хлопець згадує чуте недавно порівняння, що вагіна за відчуттям схожа на теплий пиріг. Він наважується мастурбувати пирогом, але саме тоді несподівано повертається з роботи батько. Бажаючи допомогти синові, батько купляє йому порнографічні журнали. Тим часом Фінч платить Джесіці за поширення чуток про його сексуальні здібності та великий пеніс, що робить його популярним серед старшокласниць і все, здавалося б, іде добре.
Чеська студентка за обміном Надя просить Джима допомогти їй з історією у нього вдома. Стіфлер переконує його встановити вебкамеру, щоб друзі могли спостерігати, як вона переодягається. Джим випадково розсилає трансляцію всім у школі через електронну пошту. Школярі спостерігають як Надя роздягається та мастурбує на колекцію порно Джима. Підбадьорений друзями, Джим навмисне заходить до Наді, і вона запрошує його приєднатися, але спершу вимагає станцювати стриптиз. На її розчарування, Джим двічі передчасно еякулює, перш ніж вони встигають зайнятися сексом. Усі глядачі тим часом дивляться на це. Після інциденту Надю відправляють назад до Чехії, а Джим стає посміховиськом у школі. Джим вирішує спокусити фанатку гурту Мішель, думаючи, що вона не бачила трансляції.
Фінч насолоджується популярністю. Однак, Стівен додає в мокачіно Фінча проносне, а потім заманює його до дівочої вбиральні. В Стіфлера починається пронос, що руйнує його щойно придбану репутацію, коли він виходить з туалету. Оз приєднується до хору, щоб переслідувати дівчат, але потім його подобається співати і він привертає увагу Гізер, яка запрошує його на випускний вечір. Вона відкликає пропозицію після того, як зрозуміє, що Оз нещирий, але примиряється з ним, побачивши його зусилля змінитися.
Коли школа наближається до кінця, Оз вирішує виконати з Гізер дует. На випускному вечорі Кевін наполягає, щоб Джим, Оз і Фінч виконали свій договір і втратили цноту, але вони відмовляються, розчаровані невдачами. Вони звинувачують Кевіна, що той використав клятиву, бо боїться втратити цноту. Але згодом виявляється, що Шерман збрехав їм про свій секс. Хлопці примиряються з Кевіном, який зізнається, що справді боїться.
Після випускного вечора, в будинку біля озера у Стіфлера, Кевін нарешті каже Вікі, що любить її, і вони займаються сексом. Після цього Вікі розриває стосунки, визнаючи, що не зможе підтримувати стосунки після закінчення школи. Оз зізнається Гізер у своїх почуттях, і вони разом проводять романтичну ніч на березі озера. Фінч пропонує секс матері Стіфлера (про що раніше ходили тільки чутки), і вони займаються сексом за більярдним столом. Стіфлер непритомніє, коли випадково бачить це. Мішель агресивно тягне Джима нагору, щоб втратити цноту. В підсумку Джим каже, що «використали, як річ», але він лишився задоволений.
Наступного дня Джим, Оз, Фінч і Кевін зустрічаються й проголошують тост за свій наступний крок. Джим спілкується з Надею по відеозв'язку й танцює для неї стриптиз. Це бачить батько і починає підтанцьовувати, запрошуючи свою дружину приєднатися.

## У ролях

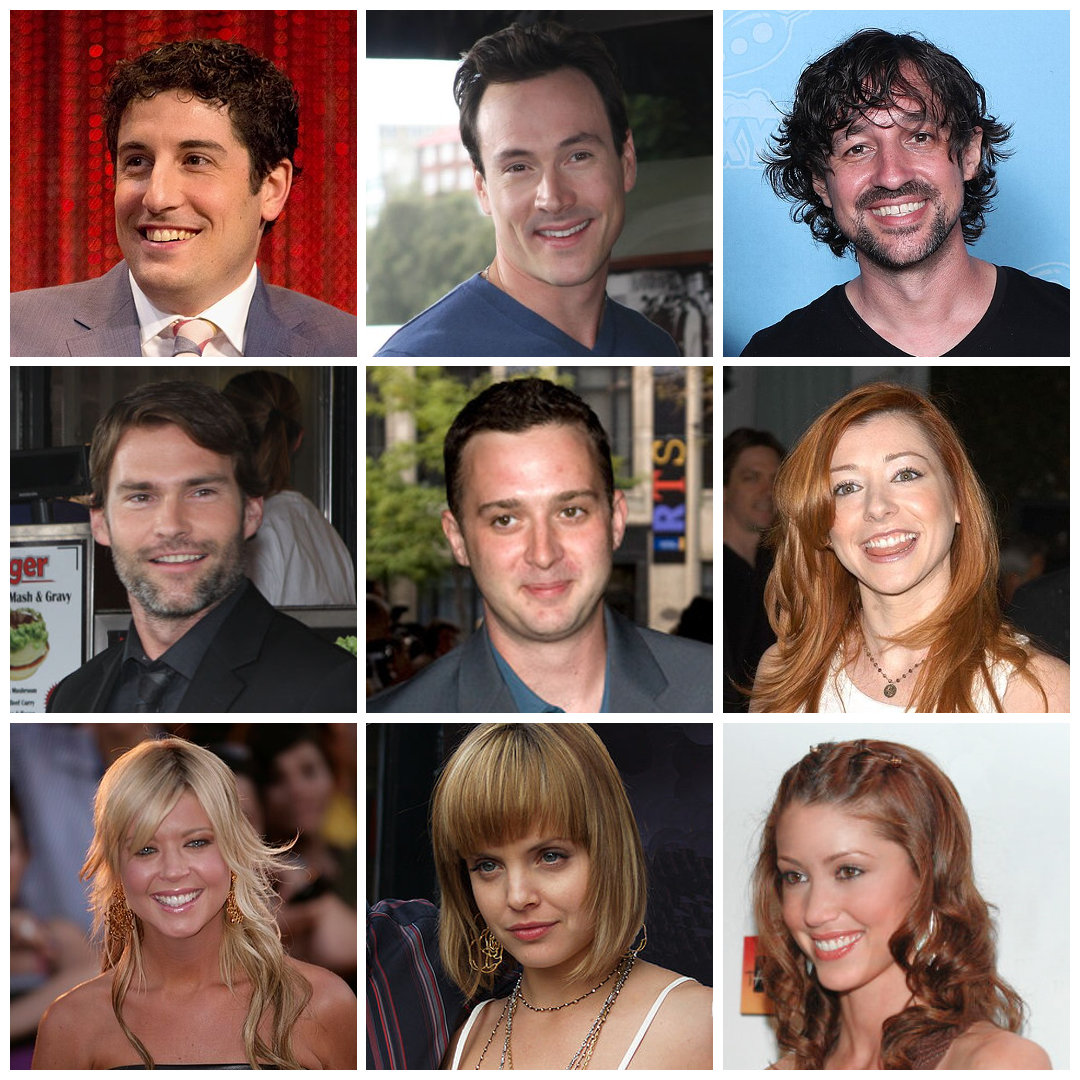
Джейсон Біггз (на фото 2014), Кріс Кляйн (2012), Томас Ян Ніколас (2021), Шонн Вільям Скотт (2012), Едді Кей Томас (2008), Елісон Ганніган (2003), Тара Рейд, Мена Суварі (обоє 2007) і Шеннон Елізабет (2006)

- Джейсон Біггз — Джим Левенстейн
- Елісон Ганніган — Мішель Флаєрті
- Кріс Кляйн — Кріс «Оз» Озтрайкер
- Томас Ян Ніколас — Кевін Маєрс
- Едді Томас — Пол Фінч
- Шон Вільям Скотт — Стівен «Стіфмайстер» Стіфлер
- Шеннон Елізабет — Надя
- Тара Рід — Вікторія Латум
- Міна Суварі — Гізер
- Юджин Леві — батько Джима
- Дженніфер Кулідж — мати Стіфлера
- Кріс Овен — Чак «Шермінатор» Шерман
- Наташа Лайонн — Джесіка
- Джон Чо — Джон
- Джастін Ісфельд — Джастін
- Джилліан Бах — дівчина у ванній кімнаті
- Кристал

## Сприйняття
На агрегаторі рецензій Rotten Tomatoes фільм отримав 62 % схвальних рецензій критиків із середнім балом 5,8/10. Консенсус стверджує: «Настільки сороміцький, що аж правдоподібний, „Американський пиріг“ зумів повернути жанр підліткового кіно». На Metacritic фільм отримав 58 балів зі 100, що вказує на «змішані або посередні відгуки».
Кірк Ганікатт у The Hollywood Reporter похвалив «Американський пиріг» за симпатичний акторський склад, але вказав, що актори здаються придушеними сценарієм і режисурою. У кожній сюжетній лінії багато кліше, хоча є справді кумедні та зворушливі моменти. Хоча хлопці є центральними фігурами, приємно бачити, що жіночим ролям надається достатньо ваги, і вони на показані просто сексуальними об'єктами.
Скотт Тобіас у The Guardian навпаки писав, що «Американський пиріг» підкреслює товариськість групи хлопців, але мало думає про протилежну стать, яка є або нахабно хтивою, або ревно цнотливою. Це продовження низки підліткових секс-комедій, яка почалася задовго до «Американського пирога» і продовжилася поза ним.
Сем Ленз на сайті Medium.com зазначав: «Американський пиріг» — чудова підліткова секс-комедія, яку з моменту виходу на екрани імітували та пародіювали. Однак із Джимом є суттєва «сліпа пляма» в сюжеті. Усі помилки його друзів навчають їх життєвих уроків, які роблять їх (принаймні трохи) кращими людьми. Але для Джима немає реальних наслідків його дій, навіть після трансляції сексуального відео однокласниці. Навіть зважаючи, що це комедія, подібні дії в реальності мають юридичні наслідки, і в цьому немає гумору.

## Нагороди
- Young Hollywood Awards / Молодий Голлівуд: Найкращий саундтрек (музикальний режисер — Гері Джонс)
- Young Hollywood Awards / Молодий Голлівуд: Найкращий ансамбль виконавців